# 长岸之战
长岸之战，公元前525年（周景王二十年，鲁昭公十七年，楚平王四年，吴王僚二年），在吴楚交兵中，吴国在长岸（今安徽省当涂县西）击败楚国的作战。
吴国公子光率军攻打楚国，楚国的阳匄做令尹，占卜战争的结果，不吉利。两国军队在长岸作战，司马子鱼先战死，楚军跟上，击败吴军，缴获吴国馀皇大船，派随国和后来的人看守，环船挖沟，一直见到泉水，用炭填满，摆开阵势听候命令。吴国的公子光派三个身高力壮的人暗中埋伏在船旁边，夜里，军队跟上，喊了三次“皇”，埋伏的人都回答。楚人杀了他们。楚军混乱，吴军大败楚军，夺回了馀皇船。